# Arbore
Arbore – wieś w Rumunii, w okręgu Suczawa, w gminie Arbore. W 2011 roku liczyła 5259 mieszkańców.
W Arbore znajduje się malowana cerkiew pod wezwaniem św. Jana Chrzciciela z XVI w., wpisana wraz z innymi malowanymi cerkwiami Bukowiny na listę światowego dziedzictwa UNESCO. 